# Roanoke (Virginie)
Roanoke (výslovnost [rouənouk]) je samosprávné město ve Spojených státech amerických, které má okolo sta tisíc obyvatel. Leží na jihozápadě státu Virginie v pohoří Blue Ridge Mountains, protéká jím řeka Roanoke.

## Historie
Sídlo bylo založeno v roce 1852 pod názvem Big Lick, v roce 1874 dostalo městská práva a od roku 1882 nese stávající název, který označoval v indiánském jazyce mušle používané domorodci jako platidlo. Ekonomický rozvoj města byl spojen se železniční dopravou, těžbou uhlí a textilním průmyslem, v okolním kraji se pěstuje vinná réva. Roanoke je známé také bohatým kulturním životem (koncertní sál Berglund Center, divadlo Mill Mountain Theatre, výtvarná galerie Taubman Museum of Art), za který dostalo rekordních sedm ocenění All-America City Award.

## Zajímavosti
- Hraje zde hokejový klub Roanoke Rail Yard Dawgs.
- Rodákem z Roanoke je nositel Nobelovy ceny za fyziku John C. Mather.
- Ve městě sídlí světové ústředí Církve adventistů sedmého dne reformního hnutí.
- Turistickými atrakcemi jsou zachovaná historická část zvaná Grandin Village, katolický kostel sv. Ondřeje z roku 1902 a nejstarší požární zbrojnice ve Virginii. Městem prochází silnice Blue Ridge Parkway, proslulá efektními výhledy na horskou krajinu.
- Na hoře Mill Mountain nad městem je od roku 1949 instalována největší svítící pěticípá hvězda na světě, vysoká 27 metrů. Roanoke podle ní dostalo přezdívku „Star City of the South“.[4]

## Partnerská města
- Florianópolis (Brazílie)
- Kisumu (Keňa)
- Li-ťiang (Čína)
- Opolí (Polsko)
- Pskov (Rusko)
- Saint-Lô (Francie)
- Wondžu (Korea)